# Ortskapelle Sitzenhart
Koordinaten: 48° 36′ 36,3″ N, 15° 58′ 41,1″ O

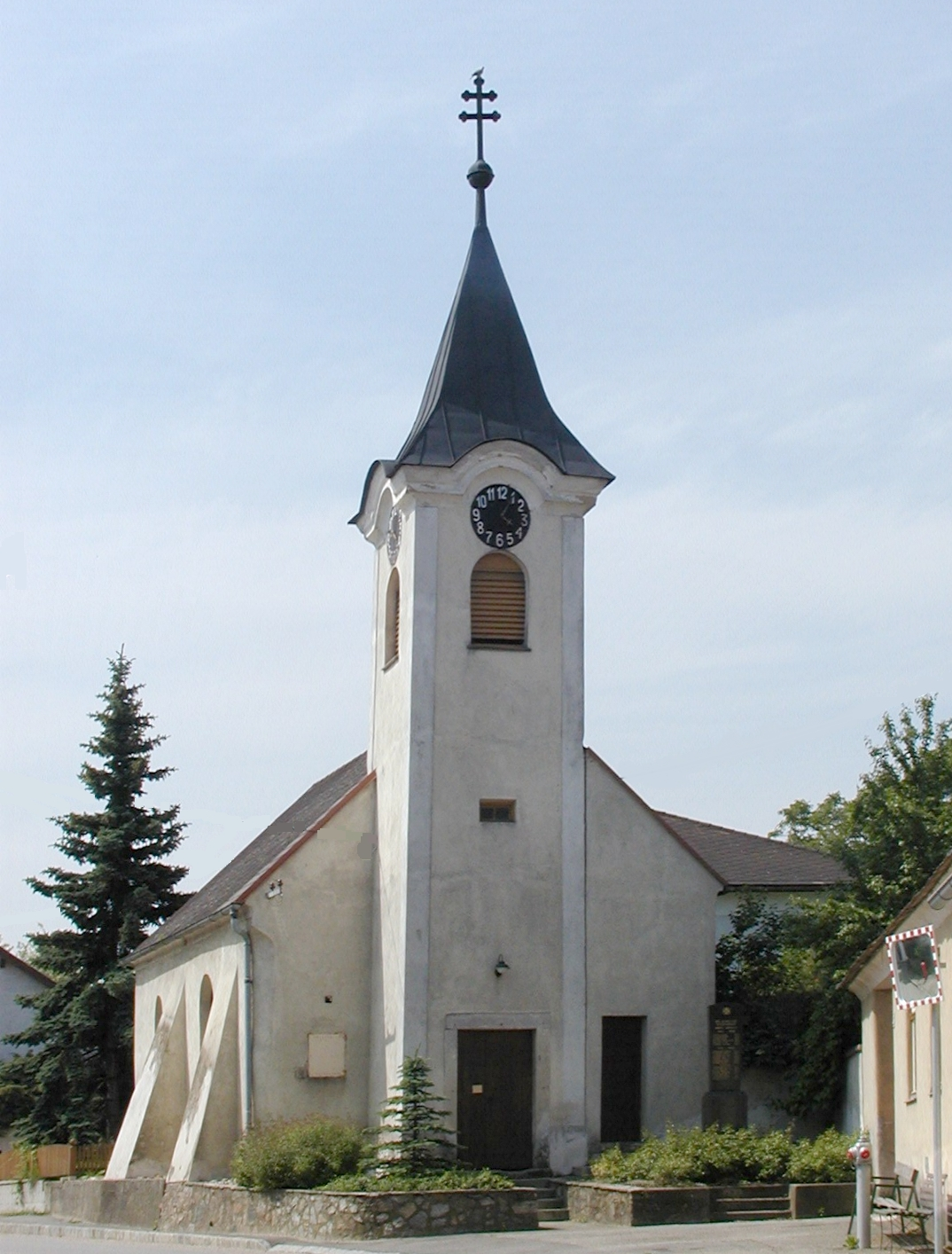
Ortskapelle Sitzenhart

Die Ortskapelle Sitzenhart ist eine nach Süden ausgerichtete und der Allerheiligsten Dreifaltigkeit geweihte römisch-katholische Kapelle im Dorf Sitzenhart in der Marktgemeinde Sitzendorf an der Schmida im Bezirk Hollabrunn in Niederösterreich und steht unter Denkmalschutz.

## Geschichte
Die Gemeinde suchte am 4. Mai 1755 beim Konsistorium um Genehmigung an, eine Kapelle aus Holz errichten zu dürfen. Diese Genehmigung dürfte umgehend erteilt worden sein, weil sich bereits am 26. Juli 1756 die Ortsbewohner mit dem Ansuchen zur Anschaffung einer Glocke neuerlich an das Konsistorium wandten.
Ende des 18. Jahrhunderts/Anfang des 19. Jahrhunderts wurde die hölzerne Kapelle durch den heutigen Kapellenbau aus Ziegeln ersetzt.
1867 brannte das Turmdach infolge eines Blitzschlages ab und wurde im Oktober 1867 in Blech neu eingedeckt. Der Vergolder Simon Daum erhielt 1872 von der Gemeinde den Auftrag zur Restaurierung der Kapelle. Das Turmdach wurde 1895 neu gestrichen und 1897 erfolgte eine Erneuerung der Fenster und der Decke. Eine umfangreiche Restaurierung durch Christian Priesner aus Krems wurde mit der Kirchweihe am 8. Juli 1906 abgeschlossen.
Weitere Sanierungen betrafen 1948 die Dachrinnen, 1950 den Neuanstrich des Turmdaches und 1952 die Reparatur der Turmuhr. 1966 kam es zu umfassenden Arbeiten, in deren Verlauf der Dachstuhl instand gesetzt und das Dach neu eingedeckt wurde. Die Verblendung am Turm und die Fassaden wurden erneuert und der Innenraum erhielt einen neuen Verputz.
Die letzten umfassenden Restaurierungs- und Renovierungsarbeiten erfolgten 2014. Die aufsteigende Feuchtigkeit machte es erforderlich, den Putz an der Innen- und Außenseite abzuschlagen und nach Mauertrockenlegung komplett zu erneuern.

## Baubeschreibung
Die barocke Kapelle steht leicht erhöht an der durch den Ort führenden Landesstraße 35 inmitten des Ortes. Der um 1800 errichtete kleine, schlichte Saalbau hat eine stark eingezogene halbrunde Apsis, einen nördlich vorgestellten Turm und wird von einem abgewalmten Satteldach abgeschlossen. Straßenseitig dominieren schräg anlaufende mächtige Pfeiler die Fassade mit Rundbogenfenstern.

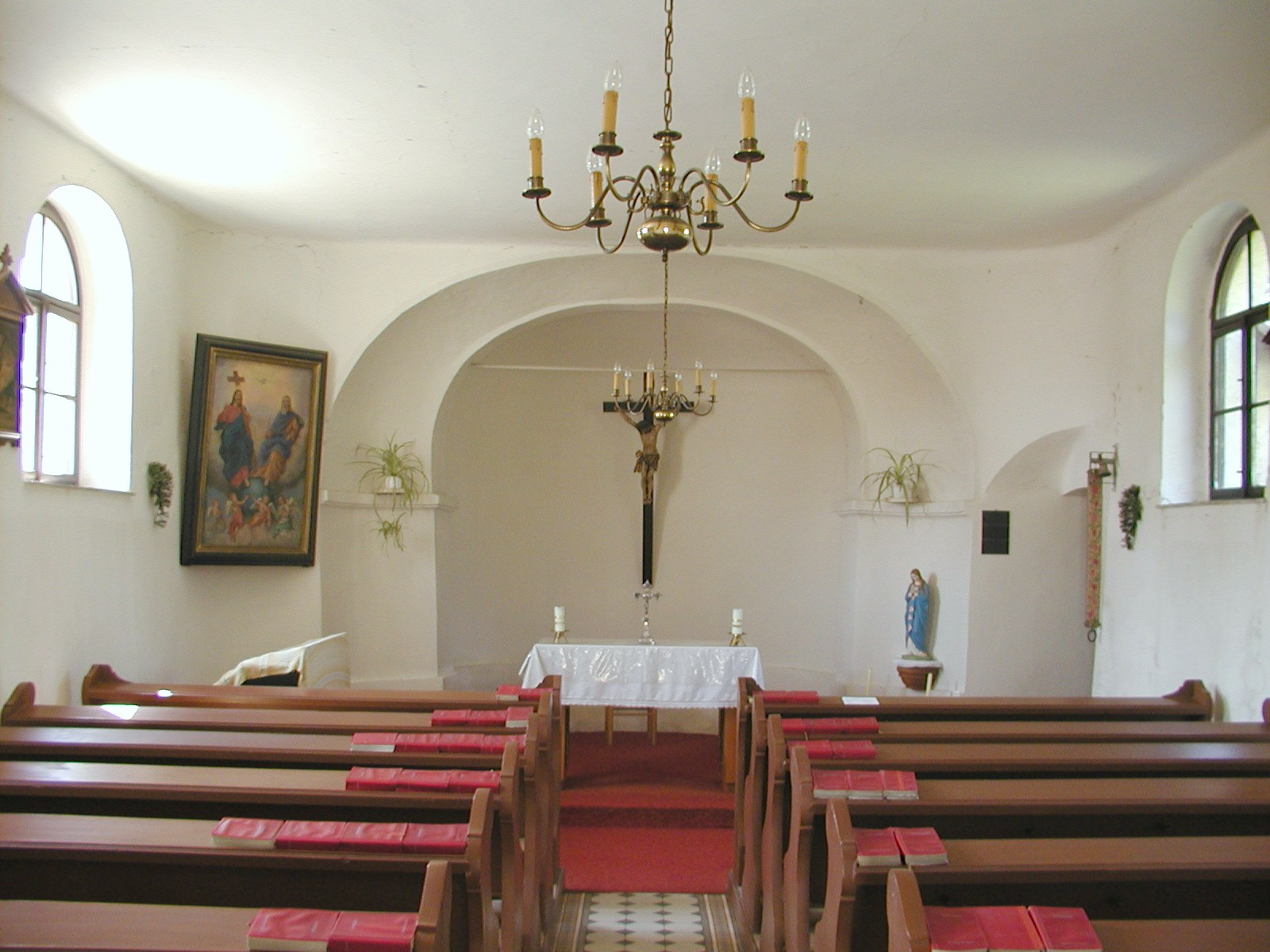
Einblick nach Süden

Im Bereich der Apsis schließt die im rechten Winkel angebaute eingeschoßige Sakristei an, die von einem Satteldach abgeschlossen wird.
Der an der nördlichen Giebelwand vorgestellte Glockenturm ist durch Putzbänder und rundbogige Schallfenster gegliedert und wird von einem Spitzhelm über geschwungenen Uhrengiebeln abgeschlossen. Der Helm wird von einem Patriarchenkreuz über einer Turmkugel bekrönt. Der Turmaufgang ist an der Westseite angebaut. Die tonnengewölbte Turmhalle bildet den Zugang zum Saalraum der Kapelle.
Den Übergang vom Saalraum mit Flachdecke zur polygonal geschlossenen Apsis, die von einer Apsiskalotte abgeschlossen wird, bildet ein korbbogiger, stark gekehlter Triumphbogen.

## Ausstattung
Die Kirchenbänke stammen aus dem Jahre 1897. Zur weiteren Ausstattung gehören ein barockes Kruzifix, ein Ölbild aus der Zeit um 1900, das die Heilige Dreifaltigkeit darstellt und die Kreuzwegbilder aus dem Jahre 1903.